# موشيه بار
موشيه بار (بالإنجليزية: Moshe Bar)‏ هو باحث وعالم أعصاب أمريكي، ولد في 1964.